# هيرب غريني
هيرب غريني (بالإنجليزية: Herb Greene)‏ هو مصور أمريكي، ولد في 1942.

## وصلات خارجية
- الموقع الرسمي
- هيرب غريني على موقع ميوزك برينز (الإنجليزية)